# Charles-Romain Capellaro
Pour les articles homonymes, voir Capellaro.
Charles Romain Joseph Capellaro, né à Paris le 2 septembre 1826 et mort à Paris 15e le 8 novembre 1899,, est un sculpteur d'origine italienne naturalisé français.

## Biographie
Élève de David d'Angers, François Rude et Francisque Duret à l'École des beaux-arts de Paris, Charles-Romain Capellaro a réalisé de nombreux statues et bustes qui sont exposées dans plusieurs musées français.
Il prit une part active à la Commune de Paris, ce qui lui valut d'être condamné le 13 mai 1872 à la déportation simple, à l'île des Pins en Nouvelle-Calédonie. Embarqué sur le 10e convoi, assuré par le navire La Virginie, au départ de Brest le 29 août 1874, il arrive à Nouméa le 4 janvier 1875. Sa peine étant commuée en 10 ans de bannissement en 1876, Capellaro est rapatrié par le navire Le Navarin, qui vient d'effectuer le 17e convoi de déportés. Il quitte Nouméa le 27 janvier 1877, et arrive à Brest le 25 juillet 1877. Il prend alors le chemin de la Belgique. Sa peine de bannissement lui étant remise en 1879, il revient en France et reprend son activité de sculpteur.
Marié, il est père de trois enfants, dont le sculpteur Paul-Gabriel Capellaro (1862-1956).
Mort à Paris en 1899, il est enterré au cimetière du Père-Lachaise (81e division).

## Œuvres dans les collections publiques
- Bougival, cimetière de Bougival, buste du Dr Duborgia.
- Cormeilles-en-Parisis : Monument à Louis Daguerre, 1883, buste en bronze, fondu sous le régime de Vichy, dans le cadre de la mobilisation des métaux non ferreux[6].
- Le Puy-en-Velay, musée Crozatier : Le Soldat laboureur.
- Paris :
  - cimetière du Montparnasse : sépulture de Denis Dussoubs[5].
  - cimetière du Père-Lachaise :
    - Allan Kardec, buste ornant sa sépulture, 44e division ;
    - Francisque Duret, pierre, portrait en haut-relief en médaillon ornant sa sépulture, 19e division

  - palais du Louvre : L'Industrie, La Mécanique et Le Théâtre.
- Pézenas, place de la République : La République ou La République brandissant les Droits de l'Homme, 1887, statue en bronze[7].

## Galerie

Œuvres de Charles-Romain Capellaro
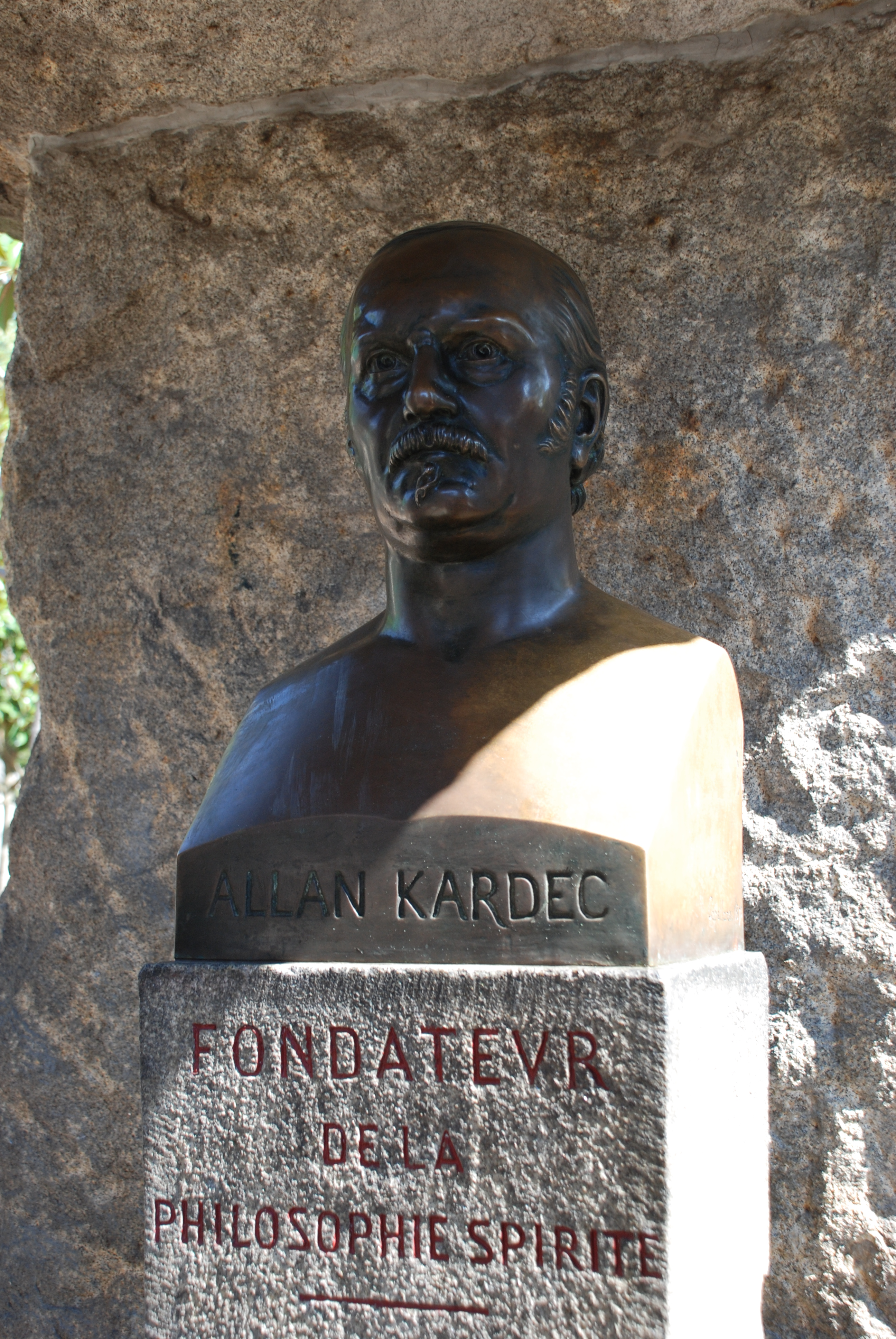
Allan Kardec, Paris, cimetière du Père-Lachaise.
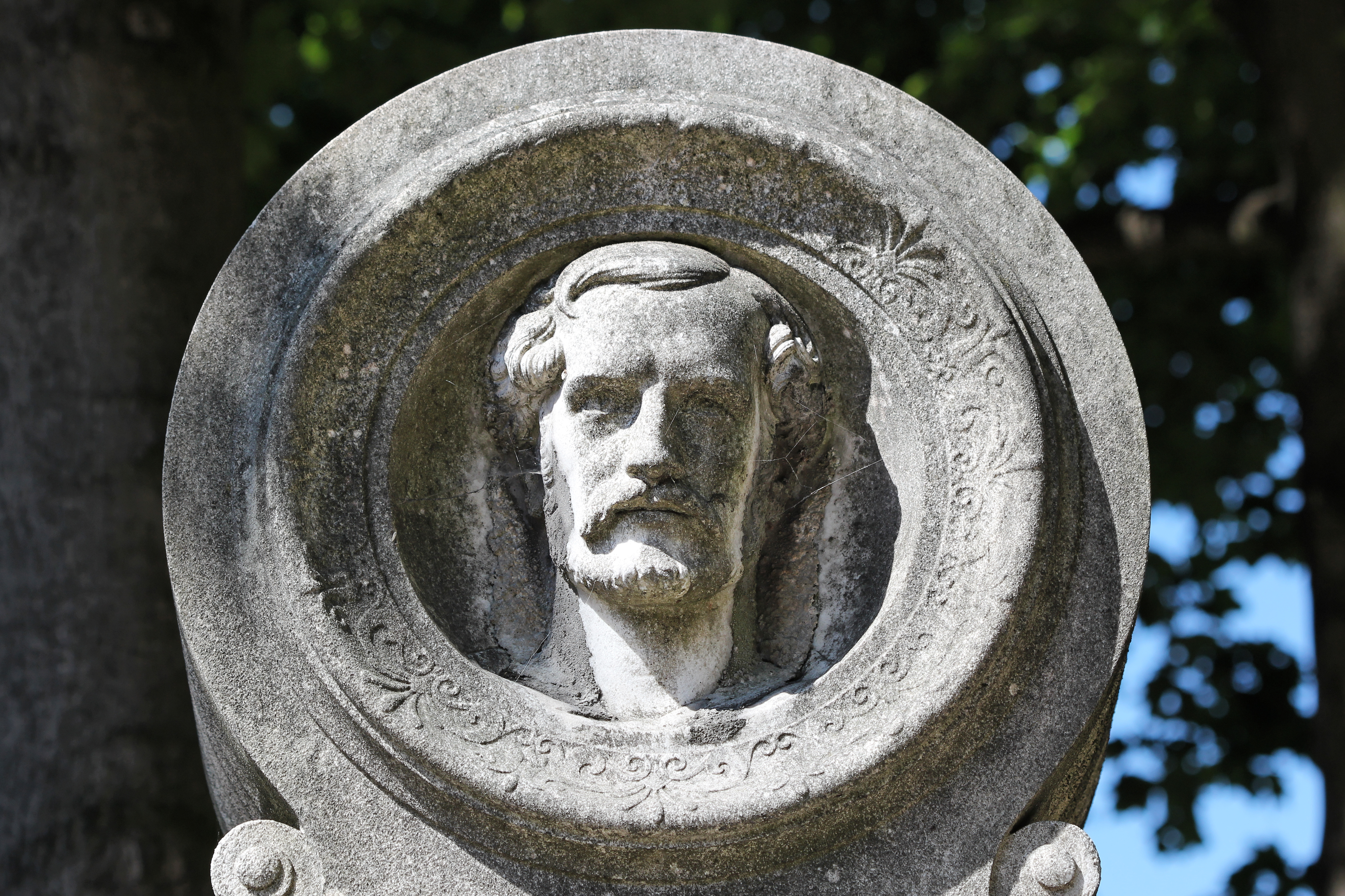
Francisque Duret, Paris, cimetière du Père-Lachaise.
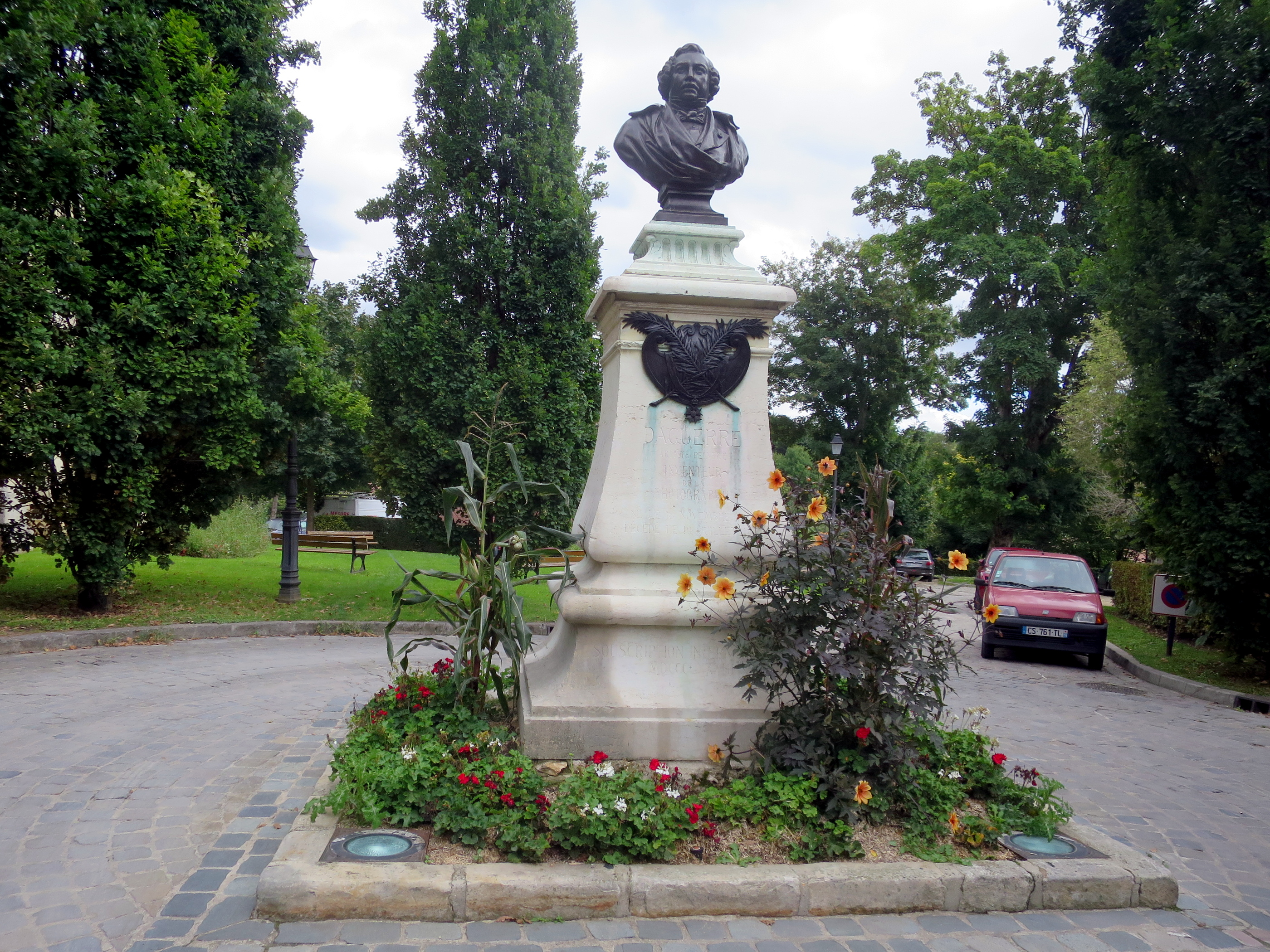
Monument à Louis Daguerre (1883), Cormeilles-en-Parisis.
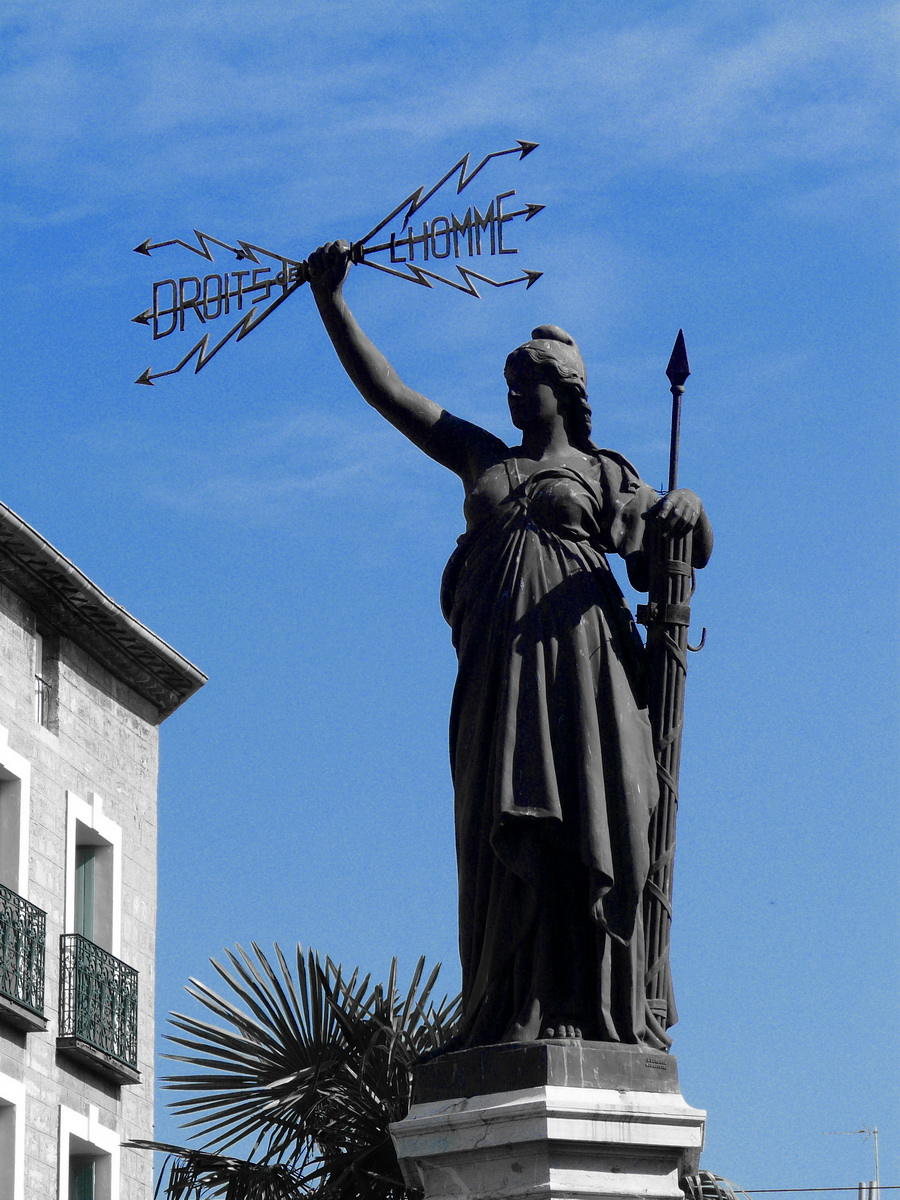
La République (1887), Pézenas.

## Publication
- Guide pratique de dessin-modelage. Installation de dessin-modelage, moulage, sculpture, historique, vocabulaire technique, Larousse, 1890, 160 p.

### Source
- Cet article est partiellement ou en totalité issu de l'article intitulé « Paul-Gabriel Capellaro » (voir la liste des auteurs).